# Gestionnaire de fichiers en mode spatial

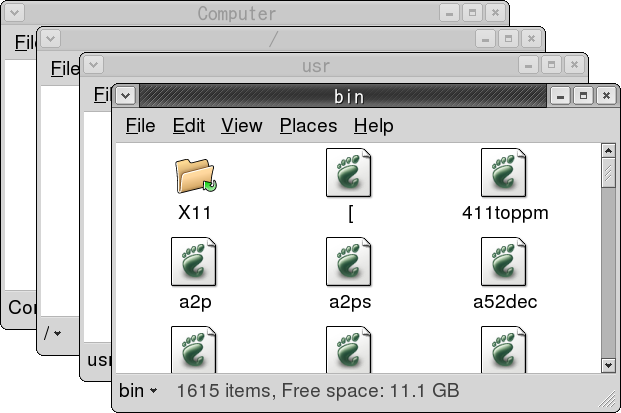
Fenêtres en cascades montrant "chaque fenêtre représentant un répertoire".

En informatique, un gestionnaire de fichiers en mode spatial est un gestionnaire de fichiers qui utilise la métaphore spatiale qui indique que tous les éléments (fichiers et répertoires) sont considérés comme des objets physiques du monde réel. 

## Concept
Le concept d'un gestionnaire de fichiers en mode spatial est simple:
- le répertoire est la fenêtre: chaque répertoire a une fenêtre associée qui est unique et qui retient ses caractéristiques.

## La métaphore du spatial: copier le monde réel
Posez une tasse sur une table, et sortez de la pièce. Revenez y. La tasse est toujours là, à l'endroit où vous l'avez posée. C'est ce même concept qui est utilisé dans le mode spatial. 
Ouvrez un répertoire, changez ses caractéristiques (taille, position, couleur de fond, mode d'affichage, zoom, etc.). Fermez le. Quand vous ouvrirez ce répertoire la prochaine fois, ses caractéristiques seront toujours les mêmes, ce qui favorise la prise d'habitudes. 
De même que les objets ne se dédoublent pas dans le monde réel, on ne peut avoir deux fenêtres ouvertes sur un même répertoire. Si celui-ci est déjà ouvert, et qu'on tente de l'ouvrir à nouveau, il se contentera de passer au premier plan. On peut ainsi par extension dire que "le répertoire est la fenêtre".
Le but de ce système de navigation est de maximiser le potentiel du cliquer-glisser aussi appelé drag'n drop, qui permet particulièrement dans des tâches de tri par exemple (tri de photos, de musique, ou d'autres documents) de gagner un temps précieux.